# ティムリカ・オヒンガ
ティムリカ・オヒンガ（Thimlich Ohinga）は、東アフリカ・ケニアのニャンザ州ミゴリ郡にある石造りの遺跡群を示す。ケニアのビクトリア湖地域周辺に建設された521の石造りの建造物を含む138か所の中で最大のものである。

## 概要
これらの遺跡は高度に密集化している。 ティムリカ・オヒンガの主な囲いには、厚さ1〜3m、高さ1〜4.2mの壁がある。構造物は、モルタルなしで所定の位置に設置された無処理のブロック、岩、石などから構築されている。密集した石が絡み合っており、この遺跡は550年以上前のものと考えられている。

## 語源
東アフリカの英国歴史考古学研究所の元所長であるネヴィル・チッティックは、1960年代にこの遺跡を記録した。ケニア国立博物館の研究者は1980年にこの遺跡で作業を開始した。この地域の北東にある谷にちなんで「リアレ渓谷」と呼ばれていたティムリカ・オヒンガは、1981年に新しい名前でケニア国定公園として公告される。「リアレ渓谷」がこの遺跡の正確な場所を説明していなかったため、名前が変更された。この地域はルオ族によって占有されている。ルオ語では、「ティムリカ」は「恐ろしい鬱蒼とした森」を意味し、「オヒンガ」は「大きな要塞」を意味している。

## 場所
ティムリカ・オヒンガは、ミゴリ郡キスムの南181km、マカルダー鉱山近くのミゴリ町の北西46kmのなだらかな丘の上にある。それに似ている他の137か所は、カルング、カデム-カンヤムカゴ、グワッシ、カクシンギリ湖岬、カニドト、カニャムワの地域に集中している。

## 目的
ティムリカ・オヒンガと関連する構造の規模は、労働力と資源を動員できる組織化されたコミュニティを示している。地元の環境から容易に入手できる岩石は、囲いを構築するための材料として使用される。ルオの口頭伝承によると、囲いは野生動物、牛泥棒、その他の敵対的な集団から保護するために建てられた。これらの伝統は、ティムリカ・オヒンガが当時の住民によって建設され、カデム、カニャムワ地域の部外者や、現在のタンザニアの近隣の民族グループからの保護として機能していることを意味している。防御的な砦であることに加えて、ティムリカ・オヒンガは経済的、宗教的、社会的拠点でもあった。

## 建築者と住民
この遺跡の正確な年代測定は決定的ではない。石器時代後期型のクアッツフレークが遺跡で発見されており、それ以前のものと推定されている。ティムリカ・オヒンガと他の石壁の集落の起源と建設者に関しては、いくつかの議論がある。しかし、現在のすべての歴史的、言語的、遺伝的証拠が、植民地時代以前と植民地時代に高度な人口移動と混合が起こったことを示していることを考えると、この遺跡の建設者の民族的または言語的アイデンティティへの単純な推論はせいぜい希薄である。考古学的および歴史的研究は、元の建設者とその後の住民は、牛が経済において重要な役割を果たした牧歌的な伝統を維持していると結論付けている。これらの研究は、また、社会政治的組織もティムリカ・オヒンガやその他の周辺の要塞構造の確立に重要な役割を果たしたと結論付けている。
口頭伝達での歴史は、初期の住民がナイロート語を話すグループの移住前はバントゥー語を話す人々であったことを示唆している。いくつかの情報源はグシイ族、クリア族、ルヒャ族がティムリカ・オヒンガ地域に居住していたことを示唆している。 ウガンダ、ルワンダ、スーダン、ブルンジからの移民もこの地域を通り抜けたと考えられており、そのうちの何人かは南に向かってタンザニアに行ったとされる。遺跡の考古学的および民族誌的分析は、空間構成が伝統的なルオ族の家屋のレイアウトに最もよく似ていることを示している。たとえば、ルオ族の家屋は円形で、中央の家畜の囲いに隣接する集会所がある。これは、ティムリカ・オヒンガで観察できる形式である。この遺跡で回収された陶器は、バントゥー語話者ではなく、西ナイル語話者（ルオ）に一般的に見られる特定の装飾形式も示している。これらの調査結果は、これらの建造物の住民がルオ族コミュニティのメンバーとして特定されているこの地域の現在の住民の祖先にも貢献したことを示唆している。まだ不明な理由であるが、ティムリカ・オヒンガは元の建築者によって放棄されている。時が経つにつれて、他のコミュニティは15世紀から19世紀の間にこの地域に移動し、複合施設内に住んでいた人々は構造を修復および変更することによってそれらを維持した。再占領と修理は構造物の保存を妨げなかった。植民地政権がこの地域に平和と秩序を確立したため、この遺跡は20世紀前半を最後に空になった。囲いの中に住む家族は、柵の材料として石の代わりにユーフォルビアを使用して、個々の家屋に引っ越した。地域社会が共同生活の場からより個人主義的な環境に移行するにつれて、考え方の変化が起こった。

## 建築様式
ティムリカ・オヒンガの建築様式は、サイズは小さいものの、ジンバブエの南に1,900マイル/ 3,600kmのグレートジンバブエの建築様式を反映している。2つの顕著な違いの1つは、グレートジンバブエとは異なり、ティムリカ・オヒンガは、地元の玄武岩から作られた形のないランダムな緩い石を使用して構築された。どちらの遺跡でも、モルタルと装飾は使用されていなかったため、安定性を確保するために細心の注意と技術が必要であった。ティムリカ・オヒンガの壁は自立型で、厚さ1mで、土台は掘られておらず、それらは高さ0.5mから4.2mの範囲であった。卵形の壁は、安定性を高めるために断続的なバットレスを使用して、湾曲したジグザグの方法で互いに交差している。ニャンザ北部で見られる同様の囲いには、岩の柱や石の裏地などの他の特徴がある。門には石のまぐさと刻印がある。 
ティムリカ・オヒンガは防御的なサバンナ建築の例であり、最終的には東アフリカと南部アフリカのさまざまな地域で伝統的なスタイルになった。ティムリカ・オヒンガは、他の石造りの囲い地と合わせて、ビクトリア湖地域に広がった集中管理システムと共同ライフスタイルを備えた社会の印象を作り出している。この石壁の建築のその後の形態は、ケニア西部と南西部のいくつかの伝統的な家屋で見ることができる。

## 内部機能
入り口のすぐ後ろには、隆起した岩でできた望楼がある。ティムリカ・オヒンガのメインモニュメントへの入り口は3つあり、1つは西向き、2つは東向きである。構造物は、廊下、いくつかの小さな囲い、くぼみに分割されている。囲いの中の家が建てられた場所には、円形のくぼみと隆起したプラットフォームがある。主要な記念碑には、6つの家の穴と5つの囲いがある。ティムリカ・オヒンガの主要な囲いの北東側には、地元ではアジュアとして知られているマンカラのようなボードゲームが岩の表面に湾曲しているレクリエーションゲーム区域がある。穀物用の砥石も敷地内にある牛、羊、山羊、鶏、ホロホロチョウ用の庭用擁壁付きの家畜用囲いも建設された。。敷地内の動物の残骸には、牛、オビカプリド（羊と山羊）、鶏肉、魚、ハーテビースト（コンゴニ）、ダイカー、ウサギなどの家畜と野生種が含まれている。入口は意図的に小さな通路として建設されたため、潜在的な侵入者は入口近くの監視塔に配置された警備員によって迅速に鎮圧された。望楼からは、複合施設全体と周辺地域の素晴らしい景色を眺めることができる。囲いには、家、ダイニングエリア、動物の囲い、穀倉を含む小さな側面の砦もある。ティムリカ・オヒンガには鉄の鍛冶屋がいた。主要な囲いの隣の部分的に壁に囲まれた区域で、鉄スラグ、羽口（通気ベローズ）、鉄の物体が見つかった。現場で輸入されたガラスビーズは、ティムリカ・オヒンガが長距離貿易のネットワークの一部であったことを示している。

## 保存
ケニア野生生物局、およびケニア国立博物館は、保全遺跡としてティムリカ・オヒンガを指定している。ホロホロチョウ、さまざまな種類のサル、鳥、レイヨウなどの野生動物が、敷地周辺の森林に生息している。ケニア国立博物館は、政府を代表してユネスコに、ティムリカ・オヒンガの文化的景観を世界遺産に登録するよう要請した。この遺跡は2018年に世界遺産に登録された。

## 参考
1. 1 2 3  Centre, UNESCO World Heritage. “Thimlich Ohinga Archaeological Site” (英語). UNESCO World Heritage Centre. 2020年5月24日閲覧。
2. 1 2 3 4 5 6 7 8 9 10 11 12 13   F. za Odede. Secrets in stone. Who built the stone settlements of Nyanza Province. Kenya Past and Present, Volume 36, Issue 1, Jan 2006, p. 67 - 72. Available from: https://journals.co.za/content/kenya/36/1/AJA02578301_479
3. 1 2 3 4  The Mystery of Thimlich Ohinga Fort on Lake Victoria, 2011-03-16, The Star
4. 1 2  “National Museums of Kenya - Thimlich Ohinga”.   Museums.or.ke. 2014年4月9日時点のオリジナルよりアーカイブ。2014年5月17日閲覧。
5. 1 2 3 4 5  Thimlich Ohinga Archeological Site. Nomination Dossier for Inscription on the World Heritage list. National Museums of Kenya. Available from: https://whc.unesco.org/en/list/1450/documents/ pages 17-42
6. 1 2 3  UNESCO World Heritage Centre (2013年1月7日). “The Thimlich Ohinga Cultural Landscape - UNESCO World Heritage Centre”.   Whc.unesco.org. 2014年5月17日閲覧。
7. 1 2 3 4 5 6 7 8  SIMIYU WANDIBBA (1986) Thimlich Ohingini, Azania: Archaeological Research in Africa, 21:1, 134, DOI: 10.1080/00672708609511375
8. 1 2  “Thimlich stone wall stands as a living world heritage - Magazine”.   www.theeastafrican.co.ke. 2014年5月17日閲覧。
9. ↑  “Thimlich ohinga – National Museums of Kenya” (英語). 2020年5月24日閲覧。
10. 1 2  “THIMLICH OHINGA CULTURAL LANDSCAPE | World Monuments Fund”.   Wmf.org. 2014年5月17日閲覧。
11. ↑  “The Mystery of Thimlich Ohinga Fort on Lake Victoria”. The Star (2011年3月16日). 2014年5月17日閲覧。